# Власт, Анджей
Анджей Власт (настоящие имя и фамилия — Густав Баумриттер) (пол. Andrzej Włast; 17 марта 1895, Лодзь Царство Польское, Российская империя —1942 или 1943) — польский поэт-песенник, либреттист еврейского происхождения. Театральный деятель.

## Биография
Изучал право в Варшавском университете, и в 1913—1915 посещал лекции по медицине. С 1914 года работал в качестве автора песен для кабаре и театров Варшавы («Udziałowy», «Miraż», «Czarny kot», «Sfinks»). Ранние работы подписывал псевдонимом Вилли.
В составе польских легионов участвовал в Первой мировой войне. Был сотрудником отдела пропаганды Генерального штаба Второй дивизии.
В 1921 году дебютировал, как поэт. В сезоне 1918/1919 годов был одним из руководителей театра «Mirage». После 1921 года, сотрудничал с кабаре «Stanczyk» и «Qui Pro Quo», а с 1925 года с «Perskim Okiem», где в 1927 году был литературным директором.
В том же году создал свой театр «Morskie Oko».
В 1933—1935 — директор варшавской «Большой оперетты» («Wielkiej Operetki») .
В межвоенный период написал сотни песенных текстов (более 2000) на музыку польских и зарубежных композиторов, несколько либретто оперетт, десятки ревю-программ. Перевёл на польский язык либретто оперетт Имре Кальмана «Марица» и «Принцесса цирка».
Музыку к его песням сочиняли композиторы Х. Варс, Ш. Каташек, Е. Петерсбурский и другие. Среди исполнителей его песен были: А. Астон, Е. Бодо, хор Дана, М. Фогг.
Был вице-президентом Союза писателей и композиторов Польши.
Во время оккупации Польши работал в качестве литературного автора и исполнителя художественного кафе в Варшавском гетто, где и погиб при попытке выбраться за его пределы в 1942 или 1943 году.